# Regra de ouro de Fermi
Em física quântica, a regra de ouro de Fermi expressa a taxa de transição (probabilidade por unidade de tempo) de um auto-estado de um Hamiltoniano {\displaystyle H_{0}} para um contínuo de estados, devido a uma perturbação {\displaystyle H_{1}}, que pode depender do tempo. Seu nome é uma homenagem ao físico italiano Enrico Fermi.
Dado um auto-estado {\displaystyle \scriptstyle |i\rangle } do Hamiltoniano não perturbado {\displaystyle H_{0}}, a probabilidade de transição para um estado {\displaystyle \scriptstyle |f\rangle } é dado em primeira ordem de teoria de perturbação por 
{\displaystyle T_{i\rightarrow f}={\frac {2\pi }{\hbar }}\left|\langle f|H_{1}|i\rangle \right|^{2}\rho ,}
sendo {\displaystyle \scriptstyle \rho } a densidade de estados finais.